# マーク・シャパイロ (スポーツエグゼクティブ)

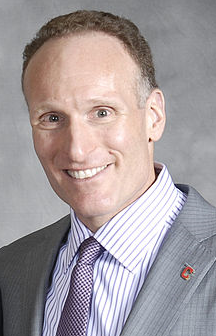

マーク・シャパイロ（Mark Shapiro 1967年 - ）は、MLB・トロント・ブルージェイズの球団社長兼CEO（2015年8月 - ）。
父は元代理人のロン・シャパイロであり、カル・リプケン・ジュニアやエディ・マレーらを担当していた。

## 来歴
マサチューセッツ州ミドルセックス郡ケンブリッジ生まれ。プリンストン大学出身であり、卒業後の1991年からクリーブランド・インディアンスのフロント入りする。当時のGMであるジョン・ハートの下でインディアンスの1990年代の黄金時代を選手育成部門の担当やGM補佐として支えた。2001年オフにハートがテキサス・レンジャーズへ去ると、後任のGMに就任した。
チーム予算が潤沢では無くなってくる中、バートロ・コローンやチャック・フィンリーを放出していずれも後に主力となるクリフ・リー、グレイディ・サイズモア、ココ・クリスプらを獲得するトレードを敢行するなどインディアンスを低予算ながら勝てるチームに作り上げ、2005年と2007年にはスポーティング・ニュース社が選出するエグゼクティブ・オブ・ザ・イヤーに選出されている。 
2010年には、部下のクリス・アントネッティにGM職を譲り、自身は社長に就任した。
2015年8月末には、長年勤めていたインディアンスを離れ、球団社長兼CEOとしてトロント・ブルージェイズへ移籍した。